# Merel Barends
Merel Barends (29 januari 1980) is een Nederlands illustrator en stripmaker.
Haar illustraties verschenen in o.a. Vrij Nederland, AD Magazine en Mindshakes, en haar strips werden gepubliceerd bij De Bezige Bij, Atlas/Contact en Uitgeverij Podium. Barends werkt ook als beeldjournalist en als redactielid van Drawing the Times, een internationaal platform voor grafische journalistiek.
Naar aanleiding van Barends' strip over zelfmoordpreventie, gemaakt voor Mindshakes, werd haar door 113 Zelfmoordpreventie gevraagd een animated short te regisseren op basis van dat verhaal. Sinds 2017 werkt ze met schrijver Jantiene de Kroon aan Oranova, een transmediale verhalenwereld, waarvoor Barends o.a. de motion comic Het Verhaal van Edel ontwikkelde.